# Альбрехт Бранді
Альбрехт Бранді (нім. Albrecht Brandi; нар. 20 червня 1914, Дортмунд — пом. 6 січня 1966, Дортмунд) — німецький офіцер-підводник часів Третього Рейху, фрегаттен-капітан крігсмаріне (1944). Один з двох кавалерів Лицарського хреста з дубовим листям, мечами та діамантами серед підводників (1944).

## Список затоплених кораблів та суден
Всього за час бойових дій потопив 12 кораблів загальною водотоннажністю 31 689 тонн.
| Дата            | Назва корабля       | Тип                               | Тоннаж | Вантаж                                         | Екіпаж | Загинули | Країна             | Конвой |
| --------------- | ------------------- | --------------------------------- | ------ | ---------------------------------------------- | ------ | -------- | ------------------ | ------ |
| 7 вересня 1942  | Tor II              | Паровий траулер                   | 292    |                                                | 21     | 18       | Фарерські острови  |        |
| 23 вересня 1942 | Athelsultan         | Тепловий танкер                   | 8,882  | 13 250 тонн патоки та спирту                   | 61     | 51       | Британська імперія | SC 100 |
| 23 вересня 1942 | Tennessee           | Торговий пароплав                 | 2,342  | 3438 тонн пшениці                              | 35     | 15       | Британська імперія | SC 100 |
| 24 вересня 1942 | Roumanie            | Торговий пароплав                 | 3,563  | 4586 тонн генеральних вантажів                 | 43     | 42       | Бельгія            | SC 100 |
| 28 грудня 1942  | HMS St. Issey (W25) | Паровий буксир                    | 810    |                                                | 36     | 36       | Британська імперія |        |
| 15 січня 1943   | Annitsa             | Торговий пароплав                 | 4,324  | Військові матеріали                            | 34     | 1        | Королівство Греція |        |
| 15 січня 1943   | Harboe Jensen       | Торговий теплохід                 | 1,862  | Військові матеріали                            | 25     | 18       | Норвегія           |        |
| 1 лютого 1943   | «Вельшмен»          | Мінний загороджувач типу «Абдель» | 2,650  |                                                | 289    | 165      | Британська імперія |        |
| 5 лютого 1943   | Corona              | Торговий пароплав                 | 3,264  | 3700 тонн військових матеріалів та боєприпасів | 103    | 0        | Норвегія           | AW-22  |
| 5 лютого 1943   | Henrik              |                                   | 1,350  | Військові матеріали                            | 46     | 2        | Норвегія           | AW-22  |
| 6 вересня 1943  | «Пакерідж»          | Есмінець                          | 1,050  |                                                | 191    | 62       | Британська імперія |        |
| 5 травня 1944   | «Фічтелер»          | Ескортний міноносець              | 1,300  |                                                | 216    | 29       | США                | GUS-38 |

## Життєпис
Військова кар'єра
- 25 вересня 1935 — кадет
- 1 липня 1936 — фенріх ВМС
- 1 січня 1938 — лейтенант-цур-зее
- 1 жовтня 1939 — обер-лейтенант-цур-зее
- 1 жовтня 1942 — капітан-лейтенант
- 8 червня 1944 — корветтен-капітан
- 18 грудня 1944 — фрегаттен-капітан